# Мун Чжэ Ин
Мун Чжэ Ин, по транскрипционной системе Концевича — Мун Джэи́н (кор. 문재인?, 文在寅?; род. 24 января 1953, Кодже, провинция Кёнсан-Намдо) — южнокорейский государственный и политический деятель. Двенадцатый президент Республики Корея с 10 мая 2017 по 10 мая 2022 года.
Кандидат от «Объединённой демократической партии» на пост президента Кореи в 2012 году, бывший лидер «Совместной демократической партии». Одержал победу на досрочных выборах Президента Республики Корея в 2017 году, выдвинувшись от «Демократической партии».
По состоянию на январь 2025 года единственный южнокорейский президент, благополучно закончивший президентский срок с максимальным рейтингом народной поддержки и получающий президентскую пенсию (все его 11 предшественников и преемник были лишены этого права в связи со смертью, импичментом или тюремным сроком).

## Биография

### Ранняя жизнь
Мун Чжэ Ин родился на острове Коджедо, Республика Корея, 24 января 1953 года, незадолго до окончания Корейской войны, и был вторым ребёнком и старшим сыном среди пяти детей отца Мун Ён Хёна и матери Кан Хан Ок. Его родители были беженцами из провинции Хамгён-Намдо, КНДР, которые эвакуировались из своего родного города Хыннам во время Корейской войны. Его отец работал главой отдела сельского хозяйства, который задерживал продукты питания, особенно рис корейских колониальных жителей.
В конце концов его семья поселилась в Пусане. Поскольку его отец не хотел становиться государственным служащим, кем он был в КНДР, то начал бизнес по продаже носков, из-за чего его семья оказалась в большом долгу. Его мать стала продавцом одежды, полученной от благотворительных организаций. Семья Муна привязалась к католической церкви, когда его мать пошла в местный собор, чтобы получить сухое цельное молоко. Мун однажды сказал в интервью, что не умеет ездить на велосипеде, так как его семья была слишком бедна, чтобы позволить себе велосипед или ежемесячную плату за обучение в школе.
Мун поступил в среднюю школу Кённам и, как сообщается, занимал первое место в своём классе. Его приняли на юридический факультет Университета Кёнхи с полной стипендией. В университете он познакомился со своей будущей женой Ким Чжон Сук. После организации студенческого протеста против конституции Юсин он был арестован, осужден, заключён в тюрьму, а также исключён из университета. Позже он был призван в армию и направлен в южнокорейский спецназ, где он участвовал в «Операции Пол Баньян» во время инцидента с убийством топором в Пханмунджоме.
Смерть отца повлияла на его решение сдать экзамен на адвоката. Он остался в буддийском храме Тэхынса, чтобы подготовиться к экзамену, и сдал первый из двух в 1979 году. В 1980 году он вернулся в университет, чтобы закончить оставшийся год учёбы. Позже в том же году он прошёл второй экзамен и был принят в Судебно-исследовательский и учебный институт. Он окончил институт вторым в своём классе, но не был принят на должность судьи или прокурора из-за его истории со студенческой активностью против принятия конституции Юсин диктатора Пак Чон Хи. Вместо этого Мун Чжэ Ин решил заняться частной практикой.

### Начало карьеры

#### Юрист по правам человека
Став юристом, он работал под руководством будущего президента Но Му Хёна в 1980-х годах. Вместе с Но он вёл дела, связанные с трудовыми правами, и прославился своей работой в области трудовых прав человека. Они оставались друзьями вплоть до самоубийства Но в 2009 году.
Он был одним из основателей прогрессивной южнокорейской газеты The Hankyoreh в 1988 году.

#### Администрация Но Му Хёна
Уступая настоянию Но, Мун Чжэ Ин стал руководителем его предвыборной кампании во время президентских выборов 2002 года. После победы Но Му Хёна, Мун стал его ближайшим помощником, занимая различные должности в администрации президента. Мун занимал должности старшего секретаря президента по гражданским вопросам, старшего секретаря президента по гражданскому обществу и главного секретаря президента с 2003 по 2008 год. Когда Национальное собрание проголосовало за импичмент Но в 2004 году, Мун возглавил юридическую делегацию президента в Конституционном суде и выиграл дело. Мун, как начальник штаба Но, возглавил комитет по подготовке 2-го Межкорейского саммита, но не присутствовал на саммите.

### Политическая карьера

#### Приход в политику
Несмотря на своё прежнее равнодушие, Мун Чжэ Ин начал увлекаться политикой. Он опубликовал мемуары под названием «Судьба Мун Чжэ Ина», которые стали бестселлером. Его популярность неуклонно росла по сравнению с вероятным соперником в президентской гонке Пак Кын Хе. В опросе, проведённом в феврале 2012 года, Мун соперничал по популярности с Пак.
Муну удалось извлечь выгоду из падения популярности консерваторов на фоне серии коррупционных скандалов. Как сказал один эксперт, «Мун сумел изобразить из себя умеренного и рационального лидера, пользующегося поддержкой молодого поколения».

#### Парламентские выборы 2012 года
В 2012 году Мун подал заявку на участие в выборах в Национальное собрание 2012 года. Мун получил место в парламенте от округа Сасан в Пусане 11 апреля 2012 года как член «Объединённой демократической партии», набрав 55 % голосов.

#### Президентская гонка 2012 года
16 сентября 2012 года Мун Чжэ Ин был выдвинут кандидатом в президенты от «Объединённой демократической партии».
Он боролся за президентский пост на выборах 2012 года против Пак Кын Хе, кандидата от правящей на тот момент «Сэнури» и дочери покойного президента Пак Чон Хи, против которого в студенческие годы выступал Мун, и за что отправился в тюрьму. Ан Чхоль Су был третьим по популярности кандидатом, однако он выбыл из гонки, поддержав Муна. На голосовании, которое состоялась 19 декабря, Мун Чжэ Ин получил поддержку 48 % избирателей, проиграв тем самым Пак Кын Хе.

#### Лидер демократов
Мун Чжэ Ин был избран лидером «Новый политический альянс за демократию» 2 февраля 2015 года. До своего избрания лидером партии Мун и его соперник по выборам 2012 года Ан Чхоль Су много раз публично спорили о направлении партии.
Избрание Муна председателем привела к тому, что Ан Чхоль Су ушёл и сформировал собственную центристскую «Народную партию». Уход Ана и избрание Муна привели к переименованию в «Совместную демократическую партию».
Во время своего руководства Мун разыскал нескольких видных политических деятелей, в том числе эксперта по полицейским исследованиям и криминологии Пё Чан Вона, политического критика Ли Чхоль Хи и секретаря президента Пак Чо Ун Чуна, чтобы подготовиться к предстоящим парламентским выборам 2016 года. В 2016 году Мун подал в отставку в пользу бывшего советника президента Пак Ким Джонъина.

### Президентская кампания 2017 года
Досрочные выборы Президента Южной Кореи после импичмента Пак Кын Хе были назначены на 9 мая 2017 года. Мун принял в них участие в качестве кандидата от Совместной демократической партии. По данным экзитполов, он набирал 41,4 % голосов избирателей.
По окончательным данным Национальной избирательной комиссии Республики Корея, Мун Чжэ Ин заручился поддержкой 13 423 800 голосов избирателей, что составляет 41,08 %. Явка на выборах составила 77,2 %.

## Карьера
- бакалавр университета Кёнхи (Сеул, специальность: юриспруденция).
- служил в десантных войсках командования сил специальных операций сухопутных войск Республики Корея.
- председатель комиссии по правам человека Союза юристов Пусана.
- председатель филиала организации «Юристы за демократическое общество» в Пусане и провинции Кёнсан-намдо.
- постоянный член Пусанского демократического гражданского совета.
- постоянный член организации «Народное движение за демократию».
- профессор Корейского национального университета океанологии.
- старший советник по гражданским вопросам администрации президента Кореи.
- старший советник по гражданскому обществу администрации президента Кореи.
- глава администрации президента Кореи.
- председатель правления Фонда Но Му Хёна.
- член Национального собрания Республики Корея 19-го созыва от муниципального округа Сасангу города Пусана.
- Президент Республики Корея с 10 мая 2017 г. по 10 мая 2022 г.

## Политические взгляды

### Национальная безопасность
Мун Чжэ Ин выступает за отмену Закона о национальной безопасности Кореи, который, по мнению корейских либералов, используется для ограничения и угнетения левых политических сил в корейской политике. Он также обещает упразднить внутреннее крыло Национальной разведывательной службы, чтобы сохранить свой политический нейтралитет, передав внутренние дела полиции.
Будучи в оппозиции к президенту Пак Кын Хе, Мун Чжэ Ин высказывался против размещения элементов ПРО США THAAD, так как не уверен в её эффективности защиты Республики Кореи от угрозы со стороны КНДР.
6 июня 2017 года Мун Чжэ Ин распорядился приостановить размещение элементов ПРО США THAAD.
Бывший советник президента Республики Корея по национальной безопасности Чон Ый Ён, бывший министр обороны Чон Кён Ду и два других чиновника, работавших в администрации предыдущего президента страны, в октябре 2024 г. были направлены для дачи показаний в Верховную прокуратуру по подозрению в нарушении «Закона о защите военной тайны» и злоупотреблении полномочиями. Всех четверых обвиняют в том, что они заранее информировали активистов, выступающих против размещения в Южной Корее системы противоракетной обороны ТХААД (Terminal High Altitude Area Defense, THAAD), что привело к стычке между местными жителями и полицией во время самой замены. Чиновники также обвиняются в проведении предварительного инструктажа военного атташе в посольстве Китая в Сеуле о деталях операции по размещению ракет.

### Внешняя политика
Мун Чжэ Ин выступает за мирное воссоединение двух Корей. Широкий общественный резонанс вызвали слова Муна, что его первый международный визит в случае избрания президентом будет осуществлён в Северную Корею, однако свой первый визит Мун Чжэ Ин в июне 2017 года осуществил в Вашингтон, где встретился с президентом США Дональдом Трампом. Он заявил, что считает себя «другом Америки»: роль США в том, чтобы помочь Южной Корее избежать коммунизма, помогая при этом экономическому росту. В то же время его более либеральная внешняя политика отражена в отчёте, опубликованном в книге: «Я проамерикански настроен, но теперь Южная Корея должна принять дипломатию, в которой она может и отказывать американцам».

### Экономическая политика
Предвыборные обещания Муна в 2017 году включали в себя намерение выделить 10 триллионов вон (8,9 млрд долларов) для налогово-бюджетного стимулирования и поддержки создания рабочих мест, стартапов, малых и средних компаний. Также он выступает с критикой чеболей — крупнейших корпораций, занимающих доминирующее место в корейском бизнесе. Именно топ-менеджеры чеболей оказались главными действующими лицами коррупционного скандала.
Мун также обещал переместить резиденцию президента из роскошного и изолированного Голубого дома в Кванхвамун в центре Сеула, а резиденцию превратить в музей.
В телевизионных дебатах Мун сказал, что он выступает против гомосексуальности. Это вызвало возмущение у активистов по защите прав ЛГБТ-сообщества, которые расценили это как предательство Муном своего статуса: либерального кандидата и бывшего адвоката по правам человека. Мун позже уточнил, что он по-прежнему считает, что не должно быть никакой дискриминации по признаку сексуальной ориентации.

## Сближение с Северной Кореей
Одним из главных событий в первый год президентства Мун Чжэ Ина стало потепление отношений с КНДР.
В новогоднем выступлении перед народом лидер КНДР Ким Чен Ын пожелал успеха зимней Олимпиаде-2018 в южнокорейском Пхёнчане и выразил надежду на участие в ней северокорейских спортсменов: «Прежде всего необходимо ослабить острую военную напряжённость между Севером и Югом, создать мирную обстановку на Корейском полуострове». На открытие игр прибыла высокопоставленная делегация из КНДР, с которой встретился президент Мун, команды двух государств прошли вместе под флагом единой Кореи. На период проведения Олимпиады были отменены совместные американо-южнокорейские военные учения у берегов КНДР. В апреле 2018 впервые с 2007 года прошла личная встреча глав корейских государств в приграничной зоне Пханмунджом. Президент Республики Корея и высший руководитель КНДР общались полтора часа. Основными темами переговоров стали денуклеаризация Корейского полуострова, построение длительного мира и развитие отношений между Югом и Севером и в перспективе объединение.
Через месяц там же прошла вторая встреча, а в сентябре впервые в истории состоялся полномасштабный трёхдневный визит президента Южной Кореи в Северную. В ходе мероприятий было подписано совместное заявление о намерениях продолжать усилия по избавлению Корейского полуострова от ядерного оружия и угрозы войны. Сеул и Пхеньян договорились прекратить крупномасштабные артиллерийские учения и военные полёты близ демилитаризованной зоны для предотвращения инцидентов, вывести оттуда военных и разоружить персонал пограничного пункта Пханмунджом, создать в приграничных районах Жёлтого и Японского морей 80-километровую зону, где не будут проводиться военные учения, и начать воссоединение транскорейской железной дороги. Главы государств также посетили священную для всех корейцев гору Пэктусан. Страны решили направить совместную заявку для проведения Олимпиады 2032 года и направить единую команду на грядущие Игры-2020 в Токио. По приглашению президента Муна Ким Чен Ын пообещал посетить Сеул.
Однако короткий период потепления сменился осложнениями после того, как 16 июня 2020 года военные КНДР взорвали промышленный комплекс, где располагается совместный офис связи Сеула и Пхеньяна, который должен был работать «365 дней в году, 24 часа в сутки», обеспечивая постоянный контакт Юга и Севера. «Судя по действиям Пхеньяна, все было обставлено так, чтобы это выглядело как оплеуха лично Мун Чжэ Ину и крах его политики». Через год, в июле 2021 года начались попытки возобновления мирного диалога.

## Обвинения

### Обвинения в коррупции
24 апреля 2025 года прокуратура Южной Кореи официально предъявила обвинения Мун Чжэ Ину в коррупции. Следствие утверждает, что Мун использовал своё влияние для содействия трудоустройству своего бывшего зятя в тайской авиакомпании Eastar Jet, которая, как утверждается, принадлежала бывшему депутату Ли Сан Джику. В ответ на это Ли, по версии прокуратуры, получил должность главы Агентства малого и среднего бизнеса и стартапов Южной Кореи.
Мун Чжэ Ин отверг все обвинения, назвав их политически мотивированными и утверждая, что расследование является предвзятым. В своём ответе Мун также заявил, что обвинения основаны на ложной информации и направлены на подрыв его репутации.

## Награды
- Рыцарь ордена Серафимов (2019, Швеция)[40]
- Орден Святого Олафа (2019, Норвегия)[41]
- Орден Бояки (2021, Колумбия)[42]
- Орден «За исключительные заслуги» (2021, Словения)
- Кавалер орденской цепи Гражданских заслуг (2021, Испания)[42]